# Zamarada
Zamarada är ett släkte av fjärilar. Zamarada ingår i familjen mätare.

## Bildgalleri

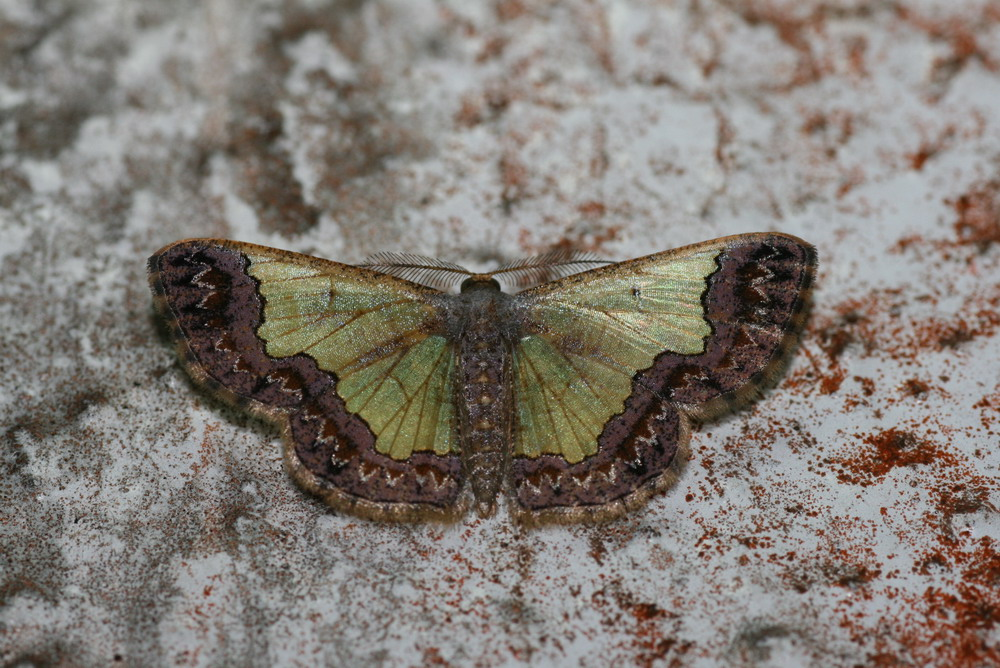
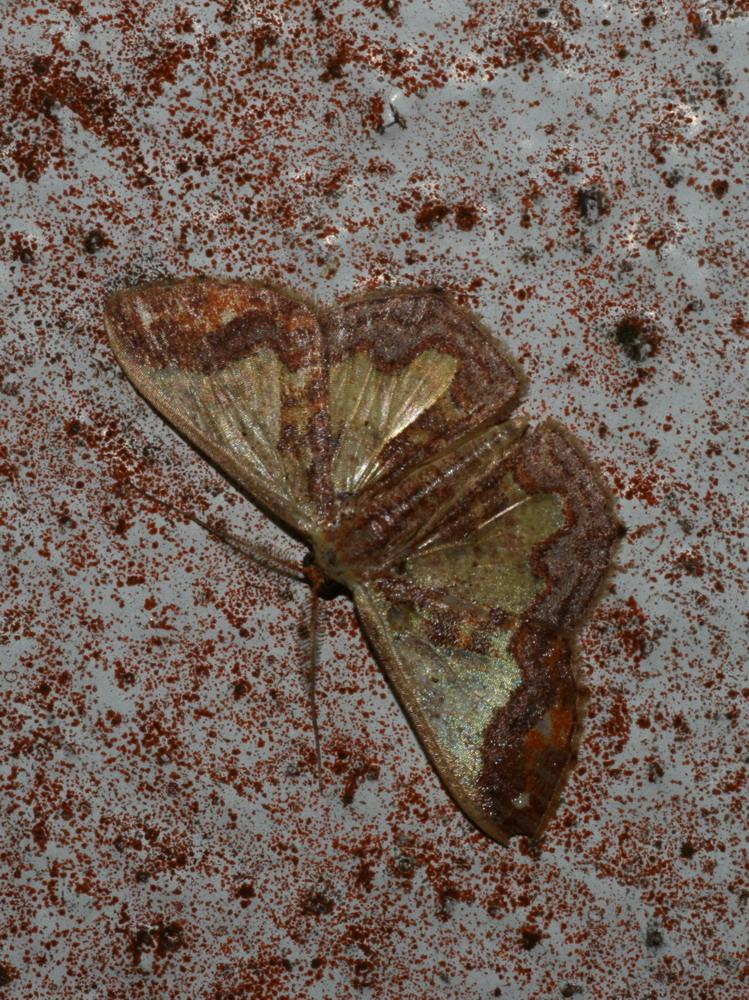

## Dottertaxa tillZamarada, i alfabetisk ordning[1]
- Zamarada acerata
- Zamarada acichemena
- Zamarada acis
- Zamarada aclea
- Zamarada aclys
- Zamarada acosmeta
- Zamarada acrochroa
- Zamarada adiposata
- Zamarada adumbrata
- Zamarada aegrotans
- Zamarada aequilumata
- Zamarada aerata
- Zamarada aglae
- Zamarada amelga
- Zamarada amicta
- Zamarada amymone
- Zamarada anacantha
- Zamarada angustimargo
- Zamarada anna
- Zamarada ansorgei
- Zamarada antimima
- Zamarada apicata
- Zamarada aprica
- Zamarada apsis
- Zamarada arcuata
- Zamarada arenosa
- Zamarada arguta
- Zamarada ariste
- Zamarada ascaphes
- Zamarada astales
- Zamarada astyphela
- Zamarada auratisquama
- Zamarada aureomarginata
- Zamarada aurolineata
- Zamarada azona
- Zamarada baliata
- Zamarada bamenda
- Zamarada bastelbergeri
- Zamarada bathyscaphes
- Zamarada bernardii
- Zamarada bicuspida
- Zamarada bilobata
- Zamarada bonaberiensis
- Zamarada brevidens
- Zamarada calliope
- Zamarada calypso
- Zamarada candelabra
- Zamarada canina
- Zamarada carcassoni
- Zamarada cathetus
- Zamarada catori
- Zamarada cautela
- Zamarada cepa
- Zamarada chrysopa
- Zamarada chrysothyra
- Zamarada cinereata
- Zamarada cinnamomata
- Zamarada clavigera
- Zamarada clementi
- Zamarada clenchi
- Zamarada clio
- Zamarada collarti
- Zamarada compacta
- Zamarada consecuta
- Zamarada consummata
- Zamarada corroborata
- Zamarada corymbophora
- Zamarada cosmiaria
- Zamarada crenulata
- Zamarada crystallophana
- Zamarada cucharita
- Zamarada cydippe
- Zamarada dargei
- Zamarada dasysceles
- Zamarada deceptrix
- Zamarada deformata
- Zamarada delosis
- Zamarada delta
- Zamarada densisparsa
- Zamarada dentata
- Zamarada denticatella
- Zamarada denticincta
- Zamarada denticulata
- Zamarada dentigera
- Zamarada dialitha
- Zamarada differens
- Zamarada dilata
- Zamarada dilucida
- Zamarada dione
- Zamarada discata
- Zamarada disparata
- Zamarada dolorosa
- Zamarada dorsiplaga
- Zamarada dyscapna
- Zamarada ekphysis
- Zamarada elonga
- Zamarada emaciata
- Zamarada enippe
- Zamarada eogenaria
- Zamarada episema
- Zamarada erato
- Zamarada erna
- Zamarada eroessa
- Zamarada erosa
- Zamarada erugata
- Zamarada eryma
- Zamarada eucharis
- Zamarada euerces
- Zamarada euphrosyne
- Zamarada eurygnathus
- Zamarada euryscaphes
- Zamarada euterpe
- Zamarada euterpina
- Zamarada exarata
- Zamarada excavata
- Zamarada excisa
- Zamarada exigua
- Zamarada exquisita
- Zamarada fallaciosa
- Zamarada ferruginata
- Zamarada fessa
- Zamarada fibulata
- Zamarada flavicaput
- Zamarada flavicincta
- Zamarada flavicosta
- Zamarada fletcheri
- Zamarada flexura
- Zamarada fugax
- Zamarada fumosa
- Zamarada funebris
- Zamarada fusticula
- Zamarada gaedei
- Zamarada gamma
- Zamarada geitaina
- Zamarada glareosa
- Zamarada gracilata
- Zamarada granti
- Zamarada griseola
- Zamarada griveaudi
- Zamarada hamulata
- Zamarada hemimeres
- Zamarada herbuloti
- Zamarada hero
- Zamarada hildebrandi
- Zamarada hombergi
- Zamarada hyalinaria
- Zamarada ignicosta
- Zamarada ilaria
- Zamarada ilma
- Zamarada incompta
- Zamarada indicata
- Zamarada inermis
- Zamarada intacta
- Zamarada iobathra
- Zamarada ioura
- Zamarada iranica
- Zamarada ixiaria
- Zamarada janata
- Zamarada jansei
- Zamarada justa
- Zamarada ka
- Zamarada kala
- Zamarada keraia
- Zamarada kompsotes
- Zamarada labifera
- Zamarada labrys
- Zamarada laciniata
- Zamarada lanceolata
- Zamarada latilimbata
- Zamarada latimargo
- Zamarada lemairei
- Zamarada leona
- Zamarada lepta
- Zamarada lequeuxi
- Zamarada lima
- Zamarada longidens
- Zamarada lophobela
- Zamarada manifesta
- Zamarada mashariki
- Zamarada medianata
- Zamarada melanopyga
- Zamarada melasma
- Zamarada melpomene
- Zamarada merga
- Zamarada mesotaenia
- Zamarada metallicata
- Zamarada metrioscaphes
- Zamarada mimesis
- Zamarada minimaria
- Zamarada miranda
- Zamarada montana
- Zamarada musomae
- Zamarada nasuta
- Zamarada nebulimargo
- Zamarada nesiotica
- Zamarada nigericola
- Zamarada nigrapex
- Zamarada ochrata
- Zamarada odontophora
- Zamarada onycha
- Zamarada opala
- Zamarada opposita
- Zamarada ordinaria
- Zamarada ostracodes
- Zamarada oxybeles
- Zamarada pandatilinea
- Zamarada paxilla
- Zamarada pelobasis
- Zamarada penthesis
- Zamarada perlepidata
- Zamarada perplexa
- Zamarada phaeozona
- Zamarada phoenopasta
- Zamarada phratra
- Zamarada phrontisaria
- Zamarada phygas
- Zamarada pinheyi
- Zamarada plana
- Zamarada platycephala
- Zamarada pollex
- Zamarada polyctemon
- Zamarada polymnia
- Zamarada principis
- Zamarada pringlei
- Zamarada prionotos
- Zamarada pristis
- Zamarada prolata
- Zamarada protrusa
- Zamarada psammites
- Zamarada psectra
- Zamarada psi
- Zamarada pulverosa
- Zamarada purimargo
- Zamarada pyrilampes
- Zamarada pyrocincta
- Zamarada pyrocinctoides
- Zamarada radula
- Zamarada reflexaria
- Zamarada regularis
- Zamarada rhamphis
- Zamarada rhodina
- Zamarada ruandana
- Zamarada rubrifascia
- Zamarada rufilinearia
- Zamarada rupta
- Zamarada saburra
- Zamarada sagitta
- Zamarada sahelica
- Zamarada schalida
- Zamarada scintillans
- Zamarada scriptifasciata
- Zamarada secutaria
- Zamarada serrula
- Zamarada setosa
- Zamarada seydeli
- Zamarada sicula
- Zamarada similis
- Zamarada sinecalcarata
- Zamarada stenotes
- Zamarada strigilecula
- Zamarada subincolaris
- Zamarada subinterrupta
- Zamarada suda
- Zamarada symmetra
- Zamarada taborae
- Zamarada tenuimargo
- Zamarada terpsichore
- Zamarada thalia
- Zamarada thalysia
- Zamarada torrida
- Zamarada tortura
- Zamarada tosta
- Zamarada toulgoeti
- Zamarada townsendi
- Zamarada tragodica
- Zamarada translucida
- Zamarada transvisaria
- Zamarada triangularis
- Zamarada tricuspida
- Zamarada trifida
- Zamarada tullia
- Zamarada turlini
- Zamarada ucata
- Zamarada undimarginata
- Zamarada unisona
- Zamarada urania
- Zamarada usambarae
- Zamarada varii
- Zamarada variola
- Zamarada weberi
- Zamarada vidua
- Zamarada viettei
- Zamarada vigilans
- Zamarada vintejouxi
- Zamarada viridiceps
- Zamarada volsella
- Zamarada vulpina
- Zamarada xyele
- Zamarada xystra